# 包括的な成長
包括的な成長（ほうかつてきなせいちょう、英語: inclusive growth）とは、人口の大部分の生活水準が向上するタイプの経済成長を指す。
包括的な成長の支持者らは、不平等な成長が政治的な不平等すらもたらし兼ねないことを警告している。
包括的な成長の定義からすると、その国の経済を決定づける様な、マクロ・ミクロ的要因は経済成長と密接に結び付いていると言えるのだろう。
ミクロ経済的な側面としては、経済的な多様化と競争を引き起こす経済構造の変化が重要とされる。一方のマクロ経済的側面においては、各種経済統計によって経済活動の変化が追われることになる。各種統計についての詳細は、以下の各項目を参照のこと。
- 国内総生産（GDP）
- 国民総生産（GNP）
- 全要素生産性（TFP）
- 生産要素（Factor inputs）

持続可能な経済成長のためには、包括的な成長が必要とされる。だが、包括的な成長を達成することは、時として難しい。なぜなら経済成長は負の外部性をもたらしかねないからだ。例えば政治の腐敗は途上国において一般的な問題である。
にも拘わらず、成長を輝かしいものとする為には包括性は強調されなければならない。包括性の達成の為には例えば、市場や資源へのアクセス、あるいは偏向的で無い規制などの文脈における、機会の均等性が特別に重要視されている。
包括的な成長には、長期的な展望が必要である。そしてその焦点は生産的な労働にある。労働の生産性が増すことによって、貧困層や社会から排除された人々（マイノリティなどを参照）の収入を改善し、彼らの生活水準を向上させることができるのだ。

## 障害
包括的な成長の達成が現実世界において実際には非常に難しいことは広く知られている。
一方では、成長の包摂性を体系的に測定するための網羅的で世界的に認知された基準がないため、データ収集や政策評価が困難になっている。
政策立案者にとって、このような経済目標は、他の目立つ経済目標に比べると、あまりに不明確で長期的な視点に立ったものであるため、優先度を低くされがちとなる。
しかし一方で、一部の反対論者が指摘するように、成長の負の外部性の多くは、包括性の理想とは根本的に相反するものであり、それがこの状況をより複雑なものにさせてしまっている。多くの場合において、経済の包括性は成長と比べ軽視されがちなのは事実であり、時として完璧に無視されることすらある。